# Perekop (Armjansk)
Perekop (ucraino: Перекоп; russo: Перекоп; tartaro di Crimea: Or Qapı) è un villaggio situato sull'istmo di Perekop che collega la penisola di Crimea all'Oblast' di Cherson in Ucraina. Il villaggio è noto per la fortezza di Or Qapı che fungeva da porta d'accesso alla penisola di Crimea. Il villaggio fa attualmente parte del comune di Armjansk, uno storico Ermeni Bazar. La popolazione nel 2001 era di 894 abitanti.

## Geografia
A sud del villaggio di Perekop si trovano alcuni laghi salmastri che fanno parte del bacino del Sivaš. 

## Nome
Il nome Or Qapı in tartaro di Crimea significa Or = fossato e Qapı = porta, mentre Perekop nelle lingue slave significa letteralmente una località sovrascavata. In precedenza la cittadina aveva anche un nome greco: Tafros, nome che significa anche località sovrascavata.

## Popolazione
| Abitanti |      |
| 2001     | 2014 |
| -------- | ---- |
| 894      | 919  |

Il censimento panucraino del 2001 ha mostrato la seguente distribuzione per madrelingua
| Lingua            | Numero di abitanti | Percentuale |
| ----------------- | ------------------ | ----------- |
| Russo             | 403                | 48,88       |
| Tartaro di Crimea | 213                | 25,84       |
| Ucraino           | 187                | 22,71       |
| Moldavo           | 11                 | 1,34        |
| Bielorusso        | 6                  | 0,67        |
| Armeno            | 4                  | 0,92        |
| Ungherese         | 1                  | 0,11        |

## Storia
Durante la guerra russo-turca (1735-1739), il 17 giugno 1736 il feldmaresciallo russo Burkhard Christoph von Münnich assaltò con successo le fortificazioni, lasciando la fortezza tartara in rovina. Questo fu un duro colpo, se non mortale, per l'indipendenza del Khanato di Crimea.
La città fu praticamente rasa al suolo durante l'assedio di Perekop da parte dell'Armata Rossa nel 1920. L'assedio fu un episodio chiave della guerra civile russa. La vittoria dei bolscevichi permise loro di cacciare l'Armata Bianca di Wrangel' dalla Crimea. Dodici anni dopo, i sovietici fondarono circa 25 chilometri a sud di Perekop una nuova città di che fu chiamata Krasnoperekopsk (in russo krasniyj = "rosso"), in onore della vittoria dell'Armata Rossa a Perekop. Anche altri luoghi, distretti o istituzioni nel territorio dell'ex Unione Sovietica portavano o portano nomi derivati da questo avvenimento.
Il 26 aprile 1954, il luogo (come l'intera Crimea) fu separato dalla Repubblica Socialista Federativa Sovietica Russa e ceduto alla Repubblica Socialista Sovietica Ucraina. Insieme ai villaggi di Vološine (cirillico: Волошине; traslitterato dal russo: Vološine; traslitterato dall'ucraino: Vološyne) e Suvorove (Суворове), forma il comune distrettuale di Suvorove, che a sua volta fa parte del comune di Armjansk.
Dal 24 agosto 1991 il luogo appartiene all'Ucraina, indipendente dall'Unione Sovietica.
Nel marzo 2014 il luogo è stato occupato dalla Russia nell’ambito dell’annessione della Crimea. Ciò non è riconosciuto a livello internazionale dalla risoluzione 68/262 dell’Assemblea generale delle Nazioni Unite (“Integrità territoriale dell’Ucraina”). L'Ucraina considera le aree (compresa la città di Sebastopoli) come aree temporaneamente occupate del territorio dell'Ucraina.

## Immagini

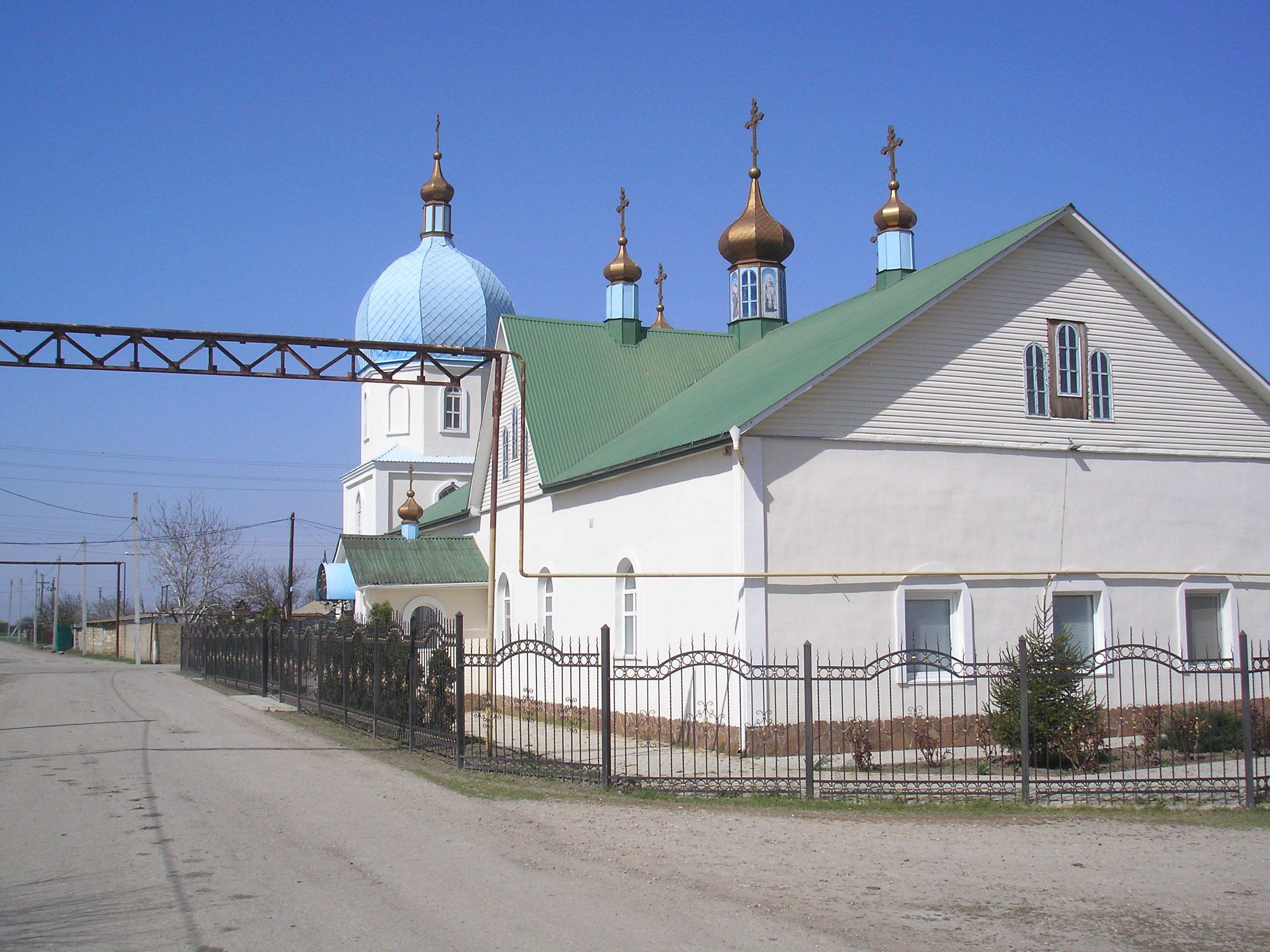
La Chiesa dei Patriarchi
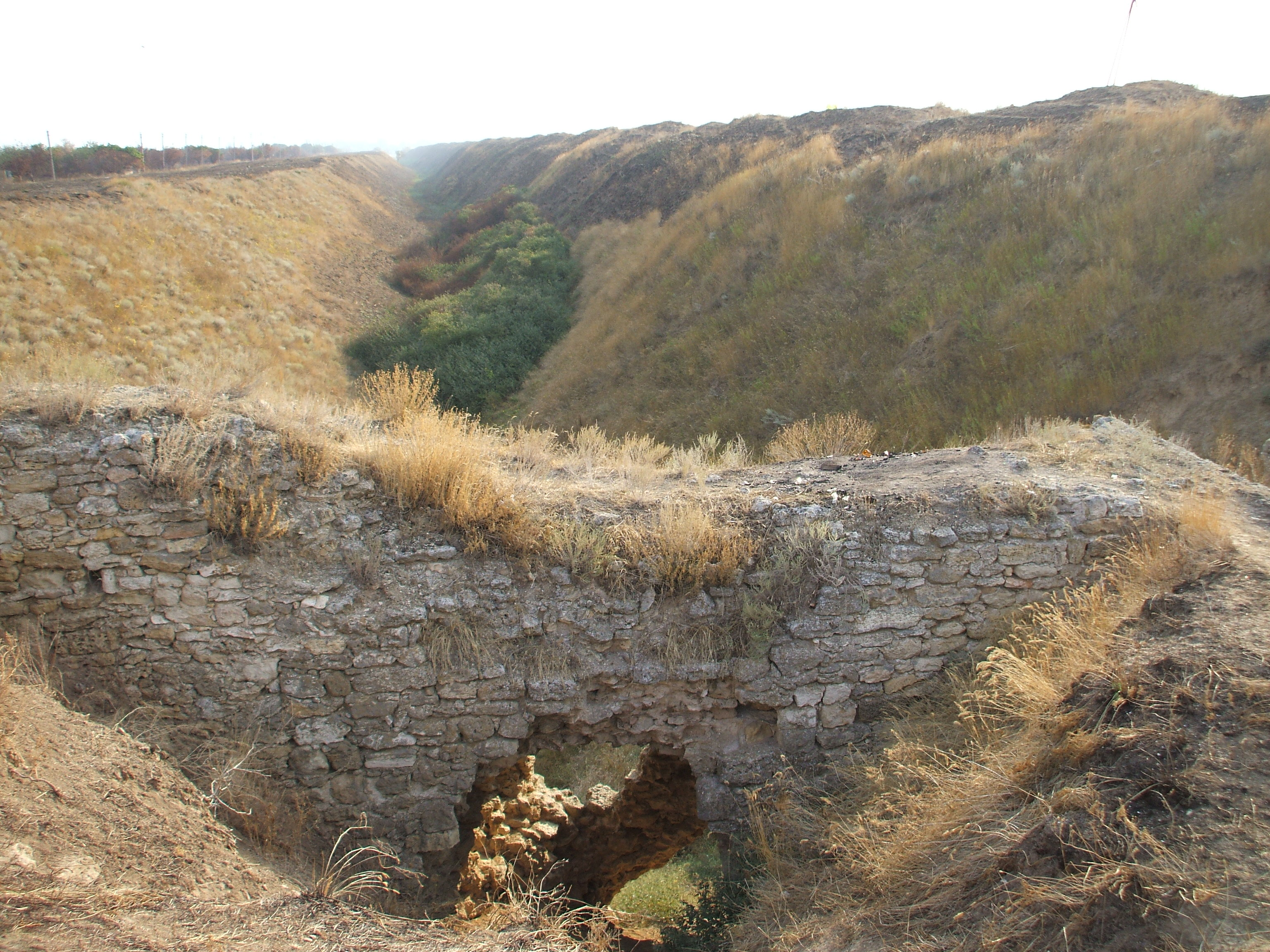
Parte dei bastioni e del fossato conservati sull'istmo di Perekop
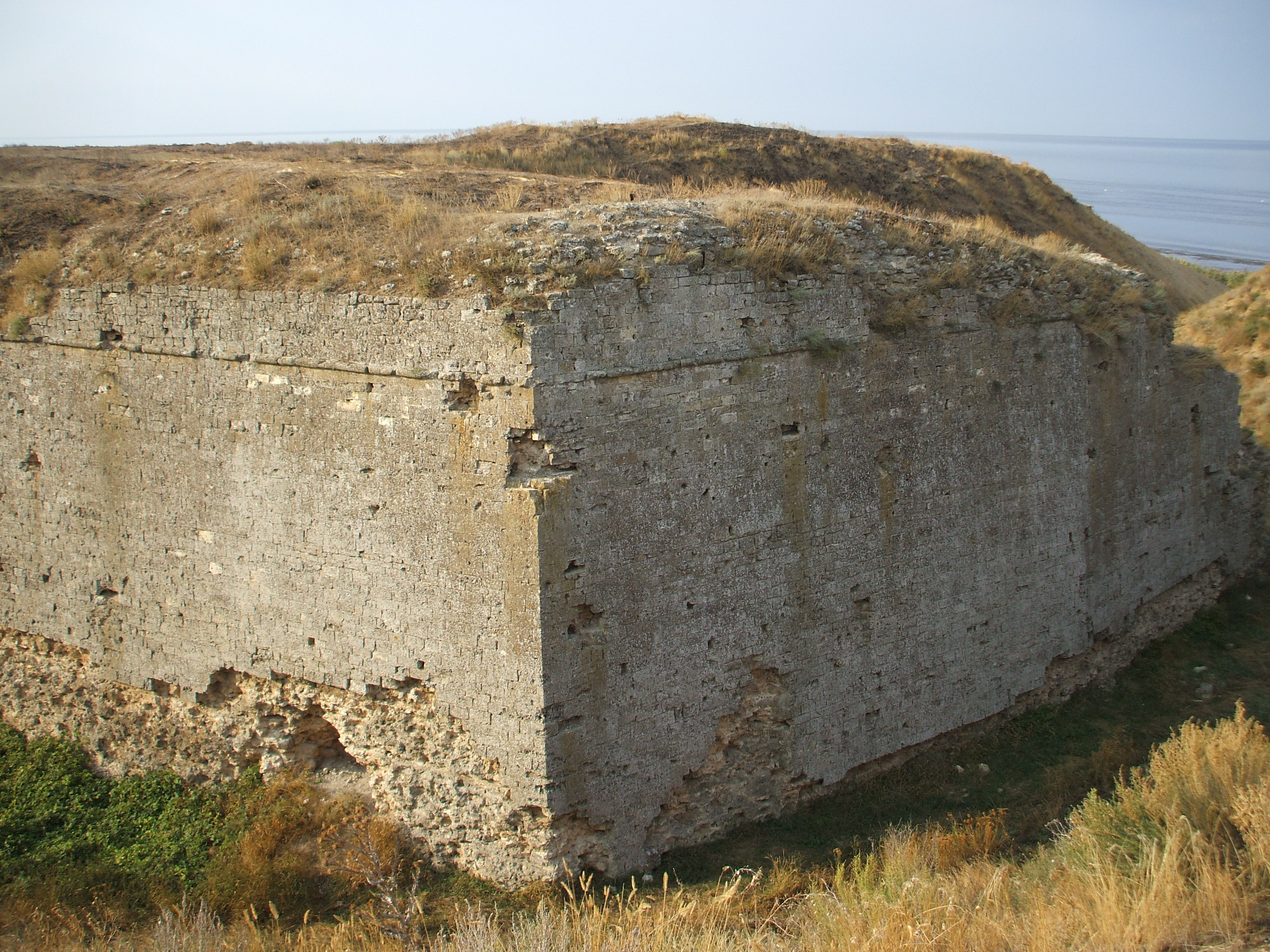
Resti delle fondamenta della torre della cittadella fortificata